# Zbiór ekstremalnie niemierzalny
Zbiór ekstremalnie niemierzalny – patologiczny w sensie miary podzbiór przestrzeni euklidesowej (dowolnego wymiaru). Definiuje się go jako taki zbiór, który sam ani jego dopełnienie nie zawiera podzbioru mierzalnego o dodatniej mierze Lebesgue’a; równoważnie: miara wewnętrzna Lebesgue’a tego zbioru i jego dopełnienia jest równa zeru.

## Niemierzalność
Zbiór ekstremalnie niemierzalny jest niemierzalny. Istotnie, założenie, że {\displaystyle A} jest mierzalny, pociągałoby mierzalność {\displaystyle A^{\mathrm {c} };} z definicji zarówno {\displaystyle A,} jak i {\displaystyle A^{\mathrm {c} }} byłyby wtedy zbiorami miary Lebesgue’a zero, co oznaczałoby, że cała przestrzeń euklidesowa byłaby zbiorem miary Lebesgue’a zero.

## Przykłady
- Niech {\displaystyle w} będzie liczbą niewymierną, zaś {\displaystyle C=\{k+lw\colon k,l\in \mathbb {Z} \}} oraz {\displaystyle D=\{k+2lw\colon k,l\in \mathbb {Z} \}.} Relacja {\displaystyle \sim } zdefiniowana wzorem {\displaystyle x\sim y\iff x-y\in C} jest relacją równoważności na prostej. Niech {\displaystyle V} będzie zbiorem zawierającym po jednym elemencie z każdej klasy abstrakcji relacji {\displaystyle \sim .} Wówczas zbiór {\displaystyle V+D} jest ekstremalnie niemierzalnym podzbiorem prostej.
- Niech {\displaystyle f\colon \mathbb {R} ^{n}\to \mathbb {R} } będzie nieciągłą funkcją addytywną. Zbiór {\displaystyle f^{-1}\left([a,b]\right)} dla dowolnych {\displaystyle a<b} jest wtedy ekstremalnie niemierzalnym podzbiorem przestrzeni {\displaystyle \mathbb {R} ^{n}.}